# Seznam naselij Šibeniško-kninske županije
Seznam naselij Šibeniško-kninske županije.
Opomba: Naselja v ležečem tisku so opuščena.

## B
Badanj - Baljci - Betina - Bilice - Biovičino Selo - Biočić - Biskupija - Bićine - Bobodol - Bogatić, Drniš - Bogatić, Promina - Boraja - Bratiškovci - Bribir - Brištane - Brnjica - Brodarica - 

## C
Cera - Cetina - Cicvare - Civljane - 

## D
Danilo Biranj - Danilo Kraljice - Danilo - Dazlina - Donje Planjane - Donje Polje - Donje Utore - Donje Vinovo - Drinovci - Drniš - Dubrava Kod Šibenika - Dubrava kod Tisna - Dubravice - Dvornica - 

## E
Ervenik - 

## G
Gaćelezi - Golubić - Gorice - Goriš - Gornje Planjane - Gornje Utore - Gornje Vinovo - Gošić - Grabovci - Gradac - Gradina - Gračac - Grebaštica - 

## I
Ivoševci - Ićevo - 

## J
Jadrtovac - Jarebinjak - Jezara - 

## K
Kadina Glavica - Kakanj - Kanjane - Kaočine - Kaprije - Karalić - Kašić - Kijevo - Kistanje - Kljake - Ključ - Knin - Kninsko Polje - Kolašac - Konjevrate - Koprno - Kornati - Kovačić - Krapanj - Kričke, Drniš - Krković - Krnjeuve - Kruševo - 

## L
Lađevci - Lepenica - Lišnjak - Ljubač - Ljubostinje - Ljubotić - Lozovac - Ložnice, Primošten - Ložnice, Rogoznica - Lukar - 

## M
Markovac - Matase - Međare - Miočić - Mirlović Polje - Mirlović Zagora - Modrino Selo - Mokro Polje - Moseć - Mratovo - Mravnica - Murter -

## N
Nevest - Nos Kalik - Nunić - 

## O
Oglavci - Oklaj - Orlić - Ostrogašica - Otavice - Oton - Oćestovo - 

## P
Pakovo Selo - Parčić, Drniš - Parčić, Kistanje - Pađene - Perković - Piramatovci - Pirovac - Plastovo - Plavno - Podglavica - Podine - Podorljak - Podumci - Pokrovnik - Polača - Potkonje - Primošten - Primošten Burnji - Prvić Luka - Prvić Šepurine - Puljane - Putičanje - 

## R
Radljevac - Radonić, Drniš - Radonić, Šibenik - Radučić - Ramljane - Raslina - Razvođe - Ražanj - Riđane - Rogoznica - Rupe - Ružić - 

## S
Sapina Doca - Sedramić - Sitno Donje - Siverić - Skradinsko Polje - Slivno - Smrdelje - Sonković - Srima - Strmica - Suknovci - 

## T
Tepljuh - Tisno - Trbounje - Tribunj - 

## U
Umljanović - Unešić - Uzdolje - 

## V
Vadalj - Varivode - Vaćani - Velika Glava - Velušić - Vezac - Visoka - Vodice - Vrbnik - Vrpolje, Knin - Vrpolje, Šibenik - Vrsno - 

## Z
Zaton - Zečevo - Zečevo, Murter - Zlarin - Zvjerinac - 

## Č
Čavoglave - Čista Mala - Čista Velika - Čitluk - ]] - Čvrljevo, Unešić - Čvrljevo, Šibenik - 

## Đ
Đevrske - 

## Š
Širitovci - Široke - Štikovo - 

## Ž
Žaborić - Žagrović - Žažvić - Ždrapanj - Žirje - Žitnić - 